# Claudie Algeranova
Claudie Algeranova (de soltera: Claudie Leonard; París, Francia, 24 de abril de 1924) fue una bailarina francesa.
Estudió danza en Cone-Ripman School. En 1941 ingresó al recién fundado International Ballet, establecido en Escocia, y en la década de los 50 pasó a formar parte del Borovansky Ballet.
Se casó en 1945 con el bailarín y coreógrafo Harcourt Algeranoff.